# كثافة نوعية

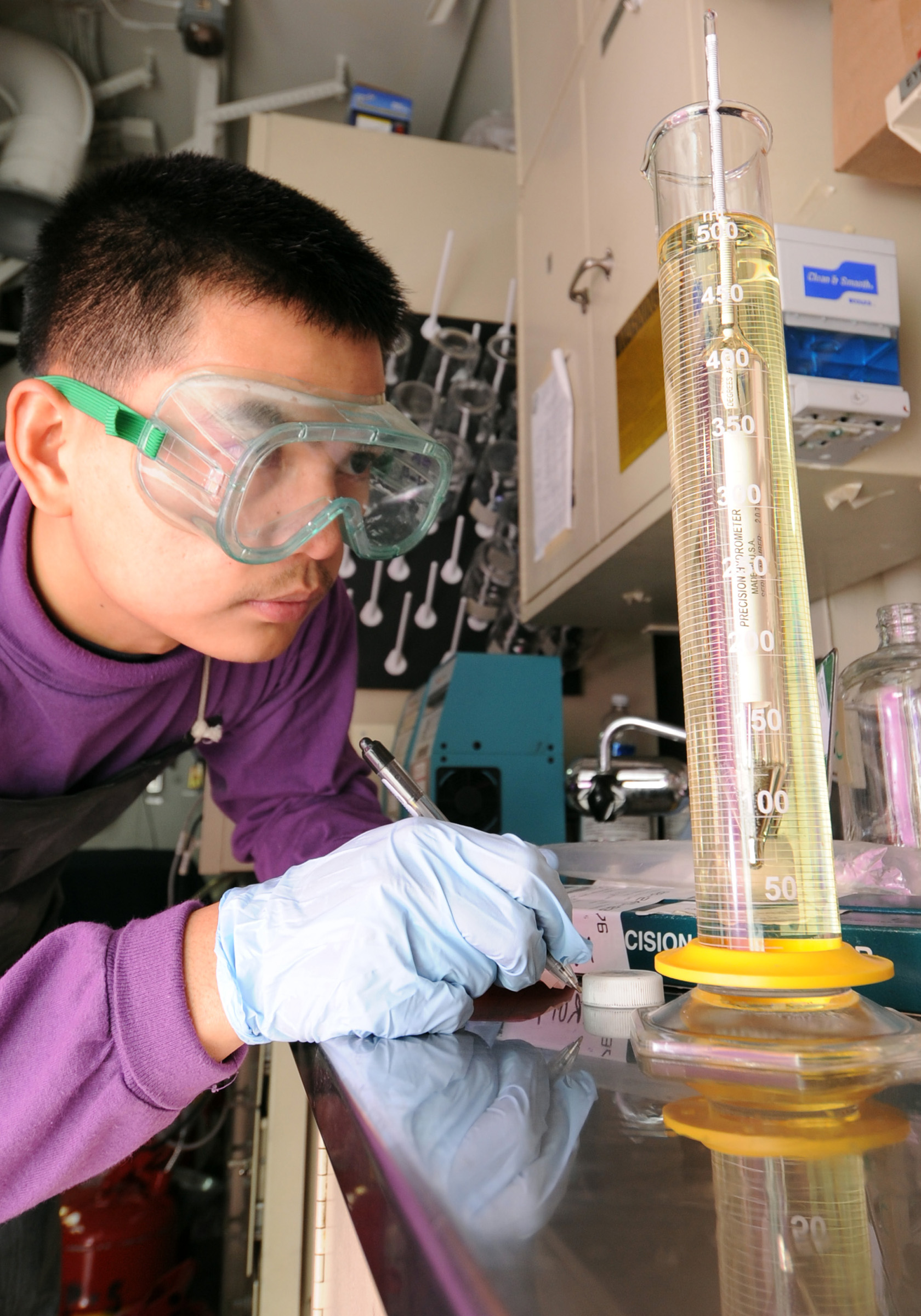

الكثافة النوعية (بالإنجليزية: Specific Gravity)‏ وتعطى الرمز (SG). تعرف على أنها النسبة بين كثافة جسم ما (صلب أو مائع) وبين كثافة الماء في درجة حرارة 4 مئوية وتحت 1 ضغط جوي. تعد الكثافة النوعية بلا وحدات. الأجسام التي تزيد كثافتها النوعية عن واحد تعد أكثر كثافة من الماء وإذا تجاهلنا تأثير التوتر السطحي، سوف تغرق في الماء. أما تلك التي تساوي كثافتها النوعية واحد أول أقل فسوف تطفو على سطح الماء.
تعد الكثافة النوعية حالة خاصة أو في بعض الأحيان كمرادف للكثافة النسبية، وغالبا ما يفضل مصطلح الكثافة النسبية في الكتابات العلمية الحديثة. يعد استخدام الكثافة النوعية غير محبذ في المجالات العلمية التي تتطلب دقة عالية، فتستخدم الكثافة (بوحدات الكتلة للحجم).
يعبر عن الكثافة النوعية بالقانون التالي:
الكثافة النوعية = كثافة المادة / كثافة الماء.
{\displaystyle {\mbox{SG}}={\frac {\rho _{\mathrm {substance} }}{\rho _{\mathrm {H} _{2}\mathrm {O} }}}}
تختلف كثافة الماء حسب الحرارة والضغط، وغالبا ما يشار للكثافة النوعية عند درجة حرارة 4 مئوية وضغط طبيعي (1 ضغط جوي). يفضل استخدام كلا من هذه الحرارة والضغط لأن كثافة الماء تكون أكبر ما تكون في هذه الحالة وهي تساوي 1000 كجم/م³ في نظام الوحدات الدولي (62.43 رطل/قدم³ في نظام الوحدات الأمريكي.)

## أمثلة على الكثافة النوعية
- الكثافة النوعية لخشب البلسا هي 0.2، إذن فهي تمثل 0.2 كثافة الماء.
- الكثافة النوعية للخرسانة المسلحة هي 2.5، إذن فهي تمثل 2.5 كثافة الماء.
- الكثافة النوعية للزئبق هي 13.56، إذن فهي تمثل 13.56 كثافة الماء.
- الكثافة النوعية لليورانيوم هي 19.1، إذن فهي تمثل 19.1 كثافة الماء.